# Holyhead
Holyhead (/ˈhɒlɪhɛd/ⓘ en galés: Caergybi [kɑːɨrˈɡəbi] "el fuerte de San Cybi") es la mayor ciudad en el condado de Anglesey, al noroeste de Gales. 
Aunque es la mayor ciudad en el condado, con una población de 11.237 habitantes (censo de 2001), no es la capital de su condado ni de la isla de Anglesey. En cambio, se localiza en la isla Holy, que está unida a Anglesey por el Puente Cuatro Millas, que debe su nombre a sus cuatro millas (6 km) desde Holyhead en el antiguo camino postal desde Londres, y una calzada elevada (conocida localmente como the cob: 'la mazorca') construida por el filántropo local Lord Stanley en el siglo XIX. La calzada contiene actualmente la A5/carretera A55 y la línea ferroviaria a Chester, Crewe y Londres.

## Prehistoria y época romana

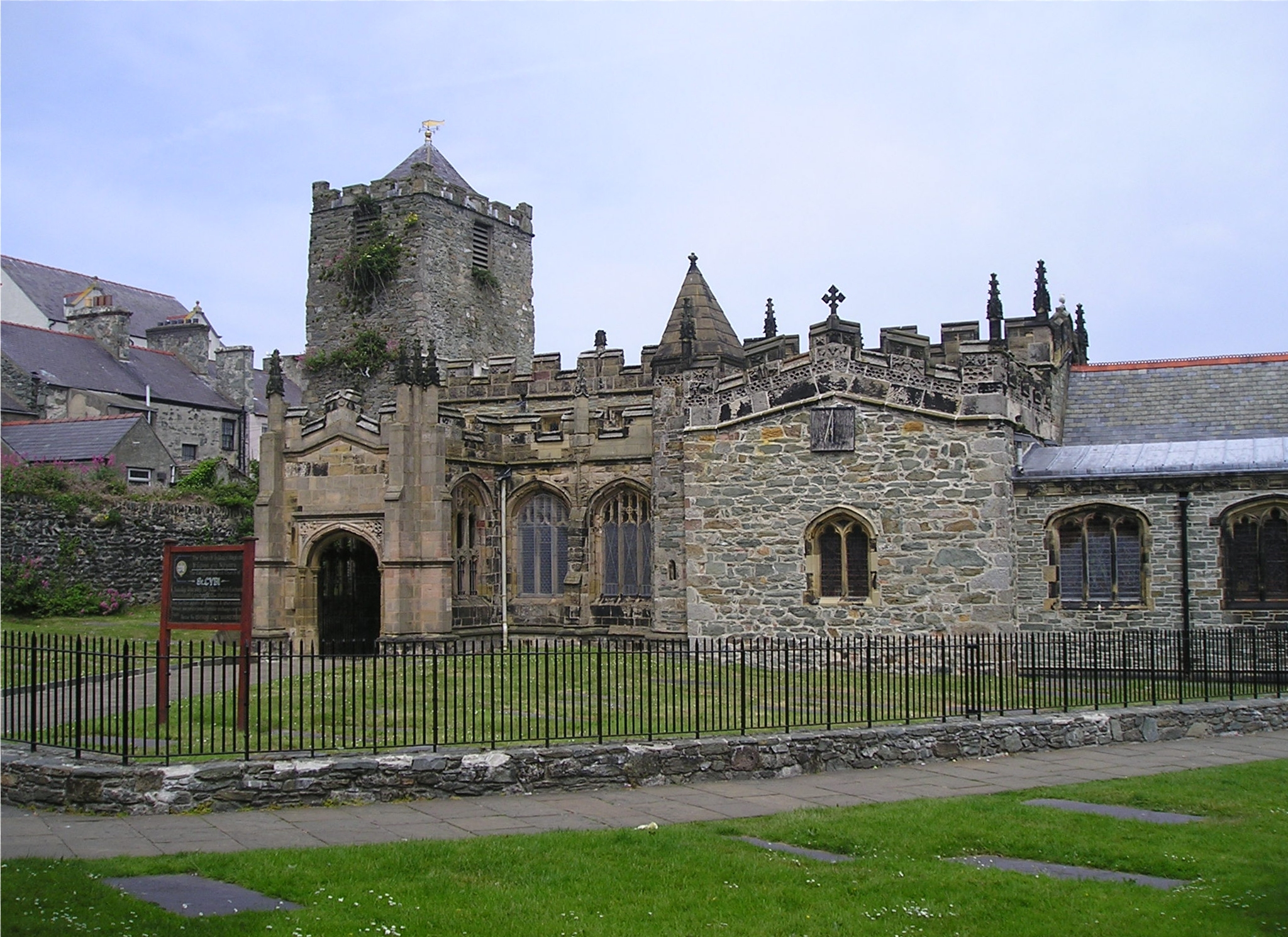
Iglesia de San Cybi en Holyhead.

El centro de la ciudad está edificado alrededor de la iglesia de San Cybi, construida dentro de uno de los fortines romanos europeos con solo tres muros (el cuarto muro sería el mar, que solía alcanzar el mismo fortín). Los romanos también construyeron una atalaya en lo alto de la montaña Holyhead dentro de Mynydd y Twr, un fortín  prehistórico. Los asentamientos en esta área datan de tiempos prehistóricos, con chozas circulares, cámaras mortuorias y megalitos que constituyen la mayor concentración en Gran Bretaña. El actual faro se encuentra en Stack del Sur al otro lado de la montaña Holyhead y está abierto al público. El área también es famosa por los avistamientos de aves.

## Transporte
Holyhead tiene un ajetreado puerto de ferrys por el que pasan más de 2 millones de pasajeros cada año. Stena Line, la mayor compañía de ferris de Europa, opera desde el puerto, como lo hace Irish Ferries. Los ferris conectan Holyhead con Dublín y Dún Laoghaire, lo cual conforma el principal enlace para el transporte desde el centro y norte de Inglaterra y Gales hacia y desde Irlanda. Hay pruebas arqueológicas de que las gentes del lugar llevan navegando entre Holyhead e Irlanda desde hace 4.000 años. La importancia marítima de Holyhead tuvo su cénit en el siglo XIX, cuando se construyó el rompeolas de 2.5 millas (4 km), ampliamente renoconido como uno de los mejores de Gran Bretaña, creando un puerto seguro para navíos atrapados tormentas de camino a Liverpool y los puertos industriales de Lancashire. El patrimonio marítimo de Holyhead se puede apreciar en un museo marítimo.
El camino postal construido por Thomas Telford desde Londres consolidó la posición de Holyhead como el puerto desde el cual el Correo Real recibía envíos y desde Dublín en el otro coche de correos. La A5 termina en Admiralty Arch (1821), que fue diseñado por Thomas Harrison para conmemorar una visita del rey Jorge IV en su ruta a Irlanda y marca el cénit de las operaciones del coche del Correo Irlandés. En 2001, el trabajo se completó con la extensión de la Autopista de Gales del Norte A55 desde el Puente Britannia hasta Holyhead, dando a la ciudad una conexión por autovía con Gales del Norte y la principal red británica de autopistas. La A55 forma parte de la eurorruta E22 y fue financiada por lo general con dinero de la Unión Europea. La sección de Anglesey fue financiada mediante un proyecto de iniciativa privada.
Con la inauguración del ferrocarril de Londres a Liverpool, Holyhead perdió el contrato de Correo de Londres a Dublín en 1839, que pasó al Puerto de Liverpool. Sólo tras la finalización del ferrocarril de Chester y Holyhead en 1850 y la construcción de la estación ferroviaria de Holyhead volvió el Correo irlandés a Holyhead. Holyhead es actualmente el término de la Línea de Costa de Gales del Norte y recibe los servicios de Virgin Trains y Arriva Trains Wales.

## Industria
Hoy en día, la principal industria de Holyhead se basa en el aluminio, donde opera el subsidiario Anglesey Aluminium de Rio Tinto Group una masiva fundición de aluminio a las afueras de la ciudad. También hay una planta que refina bauxita en las cercanías. Un gran embarcadero en el puerto recibe barcos de Jamaica y Australia, y sus cargamentos de minerales de bauxita y aluminio son transportados por una cinta transportadora llevada por cuerdas de correas de cable que circula por debajo de la ciudad hasta la planta.
La planta recibe el suministro eléctrico de la central de energía nuclear de la isla, en Wylfa, cerca de la bahía Cemaes. Puesto que se prevé el cierre de esta central eléctrica en 2010, se especula si la viabilidad financiera de la planta está en riesgo.

## Cultura y deporte

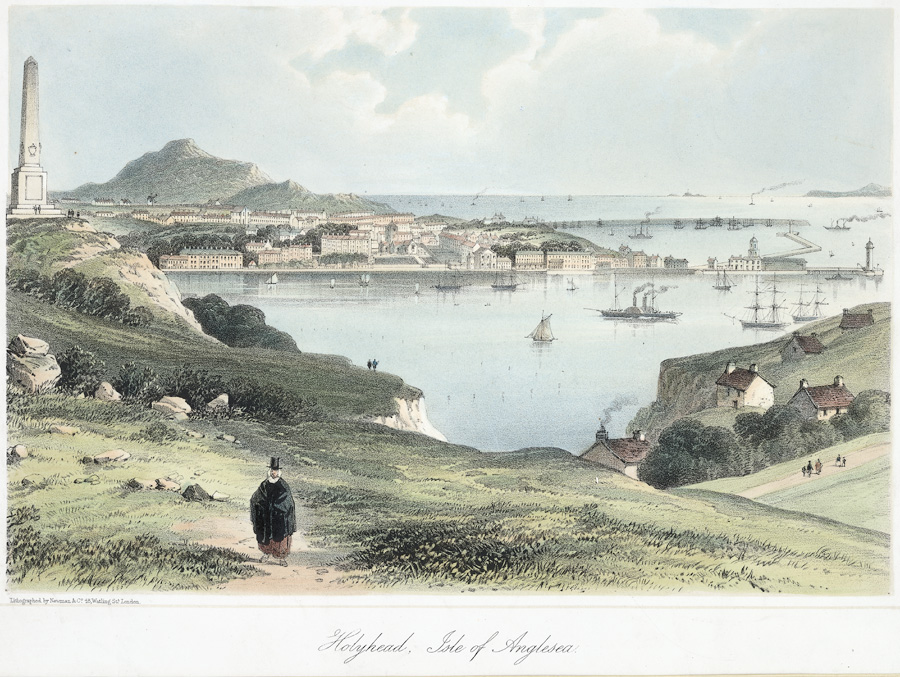
Holyhead, Isla de Anglesey.

Holyhead albergó el National Eisteddfod en 1927. Holyhead es el punto inicial y final del Sendero Marítimo de Anglesey.
El centro de arte de Holyhead, el Centro Ucheldre, se encuentra en la capilla de un antiguo convento que pertenecía a la orden de Bon Sauveur. Alberga exposiciones de arte permanentes, actuaciones, talleres y proyecciones cinematográficas.
De acuerdo con el censo del Reino Unido de 2001, el 47% de los residentes pueden hablar galés. El porcentaje más alto de galesoparlantes es el del grupo de 15 años, con el 66%. 
El principal equipo de fútbol de la ciudad se llama Holyhead Hotspur y juega en la Alianza Cymru , jugando sus reservas en la Liga Gwynedd. También está el Holyhead Gwelfor Athletic que juega en la Liga Anglesey.

## En la cultura popular
En la saga Harry Potter,  Holyhead es sede de uno de los equipos profesionales de quidditch del Reino Unido, dicho equipo, son las Harpías de Holyhead.  El equipo es femenino, y entre sus jugadoras tuvo a Ginny Weasley, seguidora de dicho equipo, y pareja del protagonista principal de dicha saga. 
Holyhead también posee una de las primeras iglesias de la religión Jedi, fundada por los hermanos Daniel y Barney Jones a principios de 2008.